# アメリカ物語2/ファイベル西へ行く
『アメリカ物語2/ファイベル西へ行く』（アメリカものがたりツー ファイベルにしへいく、原題：An American Tail: Fievel Goes West）は、1991年制作のアメリカ合衆国のアニメーション映画。
スティーヴン・スピルバーグが初めてアニメ映画の製作総指揮を手掛け、当時、アメリカの長編アニメ映画史上最大のヒットを記録した『アメリカ物語』の続編。

## あらすじ
ロシアからニューヨークに移住したネズミ一家・マウスクビッツ家は相変わらず貧しい生活を送っていた。
ある日、一家はある集会に出席し、そこで西部に行けば夢のような生活が出来るといううたい文句に釣られて西部（グリーンリバー）行きを決意する。
しかし、それはネコの悪党キャット・R・ミャオの仕組んだ罠だった。西部に向かう列車の中で偶然その事を聞いてしまったマウスクビッツ家の長男ファイベルは、ミャオの手下チュラに列車から突き落とされてしまう。
ファイベルは偶然さまよっていた親友のネコ・タイガーと再会、さらに元名うての保安官だった老犬ワイリー・バープと出会い、協力してミャオの悪だくみに立ち向かう。

## キャラクター
ファイベル・マウスクビッツ
フィリップ・グラッサー（日本語吹替：大友大輔）
ロシアからニューヨークに移住したネズミ一家・マウスクビッツ家の長男。
ファーストネームはスピルバーグの祖父の名前から。
パパ・マウスクビッツ
ネヘマイア・パーソフ（日本語吹替：高木均）
ファイベルの父。
ママ・マウスクビッツ
エリカ・ヨーン（日本語吹替：麻生美代子）
ファイベルの母。
ターニャ・マウスクビッツ
キャシー・カヴァディーニ（日本語吹替：川村万梨阿）
ファイベルの姉。
キャット・R・ミャオ
ジョン・クリーズ（日本語吹替：小林修）
悪党のネコ。ファイベル一家などのネズミたちを騙して西部へと誘う。
タイガー
ドム・デルイーズ（日本語吹替：内海賢二）
大柄のネコ。前作にも登場。ファイベルの親友。
チュラ
ジョン・ロヴィッツ（日本語吹替：富山敬）
ミャオの手下。
ミス・キティ
エイミー・アーヴィング（日本語吹替：沢田敏子）
クラブ歌手。
ワイリー・バープ
ジェームズ・ステュアート（日本語吹替：内田稔）
元名うての保安官だった老犬。
名前はワイアット・アープから。
- その他声の出演：茶風林 / 飯塚昭三 / 増岡弘

## 備考
- ジェームズ・ステュアートはこれを最後に映画界を引退したため、彼の遺作となった（死去したのは1997年）。
- ジョン・クリーズは本作の声優を熱望していたので、『美女と野獣』のコグスワース役のオファーを断っている。
- ジェームズ・ホーナーが作曲したスコアは、レナード・バーンスタイン作曲の『ウエスト・サイド物語』と似過ぎているという理由で書き直しを要求された。